# Mateusz Kasperzec
Mateusz Kasperzec, né le 22 mars 1987 à Cracovie, en Pologne, est un joueur de basket-ball franco-polonais de 1,94 m, possédant la double nationalité, évoluant au poste d'arrière.

## Biographie
Formé à Nancy, le jeune Mateusz Kasperzec débute en Pro A avec le club lorrain, alors qu'il est encore junior. En 2005, il est sélectionné en équipe de France junior, avec laquelle il dispute notamment le Championnat d'Europe des 18 ans et moins à Belgrade (Serbie-Monténégro) du 15 au 24 juillet. En 2005-2006, alors qu'il est encore au centre de formation de Nancy, il dispute deux matches d'Eurocoupe 2006 avec Nancy, le 1er novembre à domicile contre le BC Šiauliai, avec une victoire 104 à 68, et le 29 novembre à Mons (Belgique) contre Dexia pour une défaite 93 à 77.

## Carrière en club
- 2004-2006 :  Stade Lorrain Université Club Nancy Basket (Pro A)
- 2006-2007 :  Levallois Sporting Club Basket (Pro B)
- 2007-2009 :  Tours Joué Basket (Nationale 2)
- 2009-2010 :  Basket Club Longwy Rehon (Nationale 1)
- 2010-2015 :  Basket Club Gries Oberhoffen (Nationale 2)
- 2016-...      :  AS Fondettes Basket (Nationale 3)

## Palmarès
- MVP Espoirs Saison 2005-2006